# Schinus ferox
Schinus ferox är en sumakväxtart som beskrevs av Hassler. Schinus ferox ingår i släktet Schinus och familjen sumakväxter. Inga underarter finns listade i Catalogue of Life.